# Arjun Rampal
Arjun Rampal (Jabalpur, 26 novembre 1972) è un attore indiano.
È apparso in molti film di Bollywood; una delle sue cugine, Kim Sharma è un'attrice, con cui ha recitato in Yakeen.
Ha interpretato svariati ruoli, tra cui quello del cattivo (Mukesh Mehra) in Om Shanti Om.
Ha partecipato al concerto Temptations nel 2004, accanto a star come Shah Rukh Khan, Rani Mukherjee, Saif Ali Khan, Preity Zinta e Priyanka Chopra.
Per quanto riguarda la vita personale è stato sposato con l'ex Miss India Mehr Jesia, che è stata anche co-produttrice del film I See You.

## Filmografia
- Pyaar Ishq Aur Mohabbat, regia di Rajiv Rai (2001)
- Deewaanapan, regia di Ashu Trikha (2001)
- Moksha: Salvation, regia di Ashok Mehta (2001)
- Aankhen, regia di Vipul Amrutlal Shah (2002)
- Dil Hai Tumhaara, regia di Kundan Shah (2002)
- Dil Ka Rishta, regia di Naresh Malhotra (2003)
- Tehzeeb, regia di Khalid Mohamed (2003)
- Asambhav, regia di Rajiv Rai (2004)
- Vaada, regia di Satish Kaushik (2005)
- Elaan, regia di Vikram Bhatt (2005)
- Yakeen, regia di Girish Dhamija (2005)
- Ek Ajnabee, regia di Apoorva Lakhia (2005)
- Quando torna l'amore (Humko Tumse Pyaar Hai), regia  di Raj Kanwar (2006)
- Darna Zaroori Hai, regia collettiva (2006)
- Alag, regia di Ashu Trikha (2006)
- Non dire mai addio (Kabhi Alvida Naa Kehna), regia di Karan Johar (2006)
- Don: The Chase Begins Again, regia di Farhan Akhtar (2006)
- I See You, regia di Vivek b Agrawal (2006)
- Honeymoon Travels Pvt. Ltd., regia di Reema Kagti (2007)
- The Last Lear, regia di Rituparno Ghosh (2007)
- Om Shanti Om, regia di Farah Khan (2007)
- Rock On!!, regia di Abhishek Kapoor (2008)
- EMI: Liya Hai To Chukana Padega, regia di Saurabh Kabra (2008)
- Fox, regia di Deepak Tijori (2009)
- Housefull, regia di Sajid Khan (2010)
- Raajneeti (राजनीति), regia di Prakash Jha (2010)
- We Are Family, regia di Malhotra P. Siddharth (2010)
- I Am 24, regia di Saurabh Shukla (2010)
- Rascals, regia di David Dhawan (2011)
- Ra.One, regia di  Anubhav Sinha (2011)
- Heroine, regia di Madhur Bhandarkar (2012)
- Chakravyuh, regia di Prakash Jha (2012)
- Ajab Gazabb Love, regia di Sanjay Gadhvi (2012)
- Inkaar, regia di Sudhir Mishra (2013)
- Meridian Lines, regia di Venod Mitra (2013)
- D-Day, regia di Nikkhil Advani (2013)
- Satyagraha, regia di Prakash Jha (2013)
- Roy, regia di Vikramjit Singh (2015)
- Rock On 2, regia di Shujaat Saudagar (2016)
- Kahaani 2, regia di Sujoy Ghosh (2016)
- Daddy, regia di Ashim Ahluwalia (2017)
- Paltan, regia di J. P. Dutta (2018)
- Nail Polish, regia di Bugs Bhargava Krishna (2021)
- The Rapist, regia di Aparna Sen (2021)
- Jaako Raakhe Saaiyan, regia di Rajiv S. Ruia (2021)
- Dhaakad, regia di Razneesh Ghai (2022)